# Meteș
Meteș é uma comuna romena localizada no distrito de Alba, na região histórica da Transilvânia. A comuna possui uma área de 142.24 km² e sua população era de 3001 habitantes segundo o censo de 2007.